# Кеннебанкпорт (переписна місцевість, Мен)
Кеннебанкпорт (англ. Kennebunkport) — переписна місцевість (CDP) в США, в окрузі Йорк штату Мен. Населення — 1264 особи (2020).

## Географія
Кеннебанкпорт розташований за координатами 43°21′42″ пн. ш. 70°27′53″ зх. д. / 43.36167° пн. ш. 70.46472° зх. д. (43.361584, -70.464635).  За даними Бюро перепису населення США в 2010 році переписна місцевість мала площу 8,03 км², з яких 7,65 км² — суходіл та 0,38 км² — водойми.

## Демографія
Згідно з переписом 2010 року, у переписній місцевості мешкало 1238 осіб у 570 домогосподарствах у складі 373 родин. Густота населення становила 154 особи/км².  Було 1036 помешкань (129/км²).
Расовий склад населення:
| - 98,8 % — білих - 0,3 % — азіатів - 0,1 % — корінних американців - 0,1 % — чорних або афроамериканців |

До двох чи більше рас належало 0,5 %. Частка іспаномовних становила 0,9 % від усіх жителів.
За віковим діапазоном населення розподілялося таким чином: 17,6 % — особи молодші 18 років, 54,9 % — особи у віці 18—64 років, 27,5 % — особи у віці 65 років та старші. Медіана віку мешканця становила 52,0 року. На 100 осіб жіночої статі у переписній місцевості припадало 87,9 чоловіків;  на 100 жінок у віці від 18 років та старших — 89,6 чоловіків також старших 18 років.
Середній дохід на одне домашнє господарство  становив 124 552 долари США (медіана — 81 467), а середній дохід на одну сім'ю — 155 748 доларів (медіана — 103 036). За межею бідності перебувало 1,0 % осіб, у тому числі 0,0 % дітей у віці до 18 років та 0,0 % осіб у віці 65 років та старших.
Цивільне працевлаштоване населення становило 616 осіб. Основні галузі зайнятості: освіта, охорона здоров'я та соціальна допомога — 29,1 %, мистецтво, розваги та відпочинок — 20,6 %, інформація — 9,1 %, фінанси, страхування та нерухомість — 9,1 %.